# Liste der Biografien/Goro
Liste der Biografien |
Portal Biografien |
Personensuche
# |
A |
B |
C |
D |
E |
F |
G |
H |
I |
J |
K |
L |
M |
N |
O |
P |
Q |
R |
S |
T |
U |
V |
W |
X |
Y |
Z |
?
 
Ga |
Gb |
Gc |
Gd |
Ge |
Gf |
Gh |
Gi |
Gj |
Gk |
Gl |
Gm |
Gn |
Go |
Gp |
Gq |
Gr |
Gs |
Gu |
Gv |
Gw |
Gy |
Gz
 
Goa |
Gob |
Goc |
God |
Goe |
Gof |
Gog |
Goh |
Goi |
Goj |
Gok |
Gol |
Gom |
Gon |
Goo |
Gop |
Gor |
Gos |
Got |
Gou |
Gov |
Gow |
Goy |
Goz
 
Gora |
Gorb |
Gorc |
Gord |
Gore |
Gorf |
Gorg |
Gorh |
Gori |
Gorj |
Gork |
Gorl |
Gorm |
Gorn |
Goro |
Gorp |
Gorr |
Gors |
Gort |
Goru |
Gorv |
Gory |
Gorz
Die Liste der Biografien führt alle Personen auf, die in der deutschsprachigen Wikipedia einen Artikel haben. Dieses ist eine Teilliste mit 40 Einträgen von Personen, deren Namen mit den Buchstaben „Goro“ beginnt.

## Goro

### Gorob
- Gorobi, Oleg Wladimirowitsch (* 1971), russischer Kanute
- Gorobtschuk, Stanislaw (* 1988), deutscher Handballspieler

### Goroc
- Gorochow, Georgi Olegowitsch (* 1993), russischer Leichtathlet
- Gorochow, Igor Olegowitsch (* 1990), russischer Eishockeyspieler
- Gorochow, Ilja Wladimirowitsch (* 1977), russischer Eishockeyspieler
- Gorochowa, Galina Jewgenjewna (* 1938), sowjetische Florettfechterin und Olympiasiegerin
- Gorochowskaja, Marija Kondratjewna (1921–2001), sowjetische Turnerin
- Gorocito, Luis (* 1992), uruguayischer Fußballspieler
- Göröcs, János (1939–2020), ungarischer Fußballspieler und -trainer

### Gorod
- Gorodetsky, Gabriel (* 1945), israelischer HistorikerGabriel Gorodetsky (* 1945)

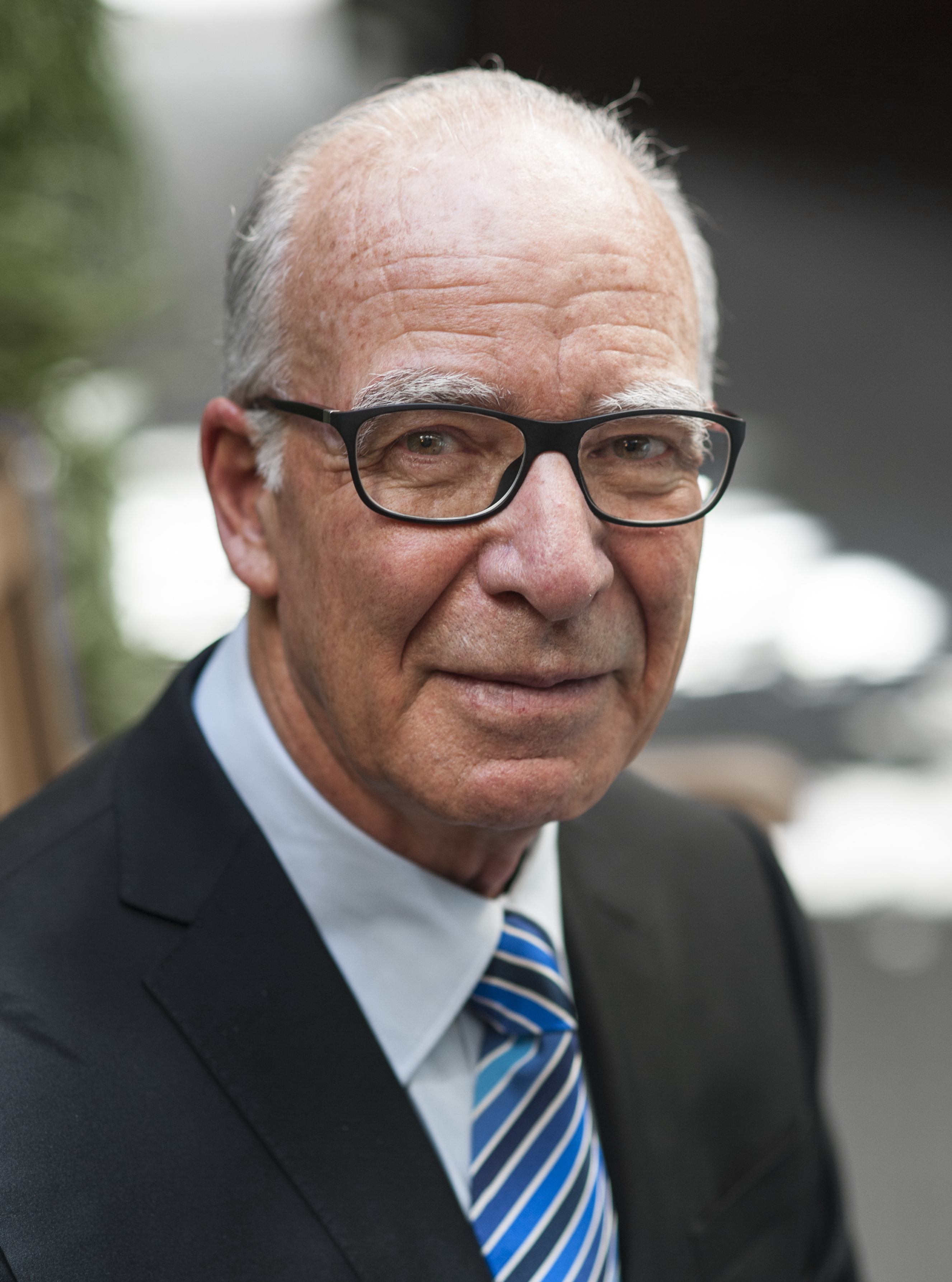
Gabriel Gorodetsky (* 1945)

- Gorodetzky, Nina (* 1981), israelische Badmintonspielerin
- Gorodey, Déwé (1949–2022), französische Politikerin und Schriftstellerin aus Neukaledonien
- Gorodezki, Sergei Mitrofanowitsch (1884–1967), russischer Dichter
- Gorodezki, Wladimir Filippowitsch (* 1948), russischer Politiker, Bürgermeister von Nowosibirsk
- Gorodinsky, Mike (* 1986), US-amerikanischer Pokerspieler
- Gorodischer, Angélica (1928–2022), argentinische Schriftstellerin
- Gorodko, Anastassija (* 2005), kasachische Freestyle-Skisportlerin
- Gorodnichenko, Yuriy (* 1978), ukrainischer Wissenschaftler
- Gorodnik, Alexander (* 1975), ukrainischer Mathematiker
- Gorodnizki, Alexander Moissejewitsch (* 1933), russischer Dichter und Sänger
- Gorodnjanski, Awksenti Michailowitsch (1896–1942), sowjetischer Generalleutnant
- Gorodow, Jewgeni Alexandrowitsch (* 1985), russischer Fußballspieler
- Gorodowoi, Alexei Wladimirowitsch (* 1993), russischer Fußballspieler

### Gorog
- Görög, László (1903–1997), US-amerikanischer Drehbuchautor
- Görög, Zita (* 1979), ungarische Schauspielerin und Model

### Goroh
- Gorohova, Elena (* 1972), moldauische Biathletin und Skilangläuferin

### Gorol
- Gorol, Małgorzata (* 1986), polnische Schauspielerin

### Gorom
- Gorōmaru, Ayumu (* 1986), japanischer Rugby-Union-Spieler

### Goros
- Goroschankin, Iwan Nikolajewitsch (1848–1904), russischer Botaniker
- Goroschanski, Alexander Alexandrowitsch (* 1986), russischer Eishockeyspieler
- Gorosito, Néstor (* 1964), argentinischer Fußballspieler und -trainer
- Gorospe, Julián (* 1960), spanischer Radsportler
- Gorostegui, Antonio (* 1954), spanischer Segler
- Gorostiza, Carlos (1920–2016), argentinischer Dramatiker und Romanschriftsteller
- Gorostiza, Guillermo (1909–1966), spanischer Fußballspieler
- Gorostiza, José (1901–1973), mexikanischer Schriftsteller
- Gorostiza, Manuel Eduardo de (1789–1851), spanisch-mexikanischer Lustspieldichter und Diplomat

### Gorov
- Gorovaia, Irene (* 1989), russisch-US-amerikanische SchauspielerinIrene Gorovaia (* 1989)

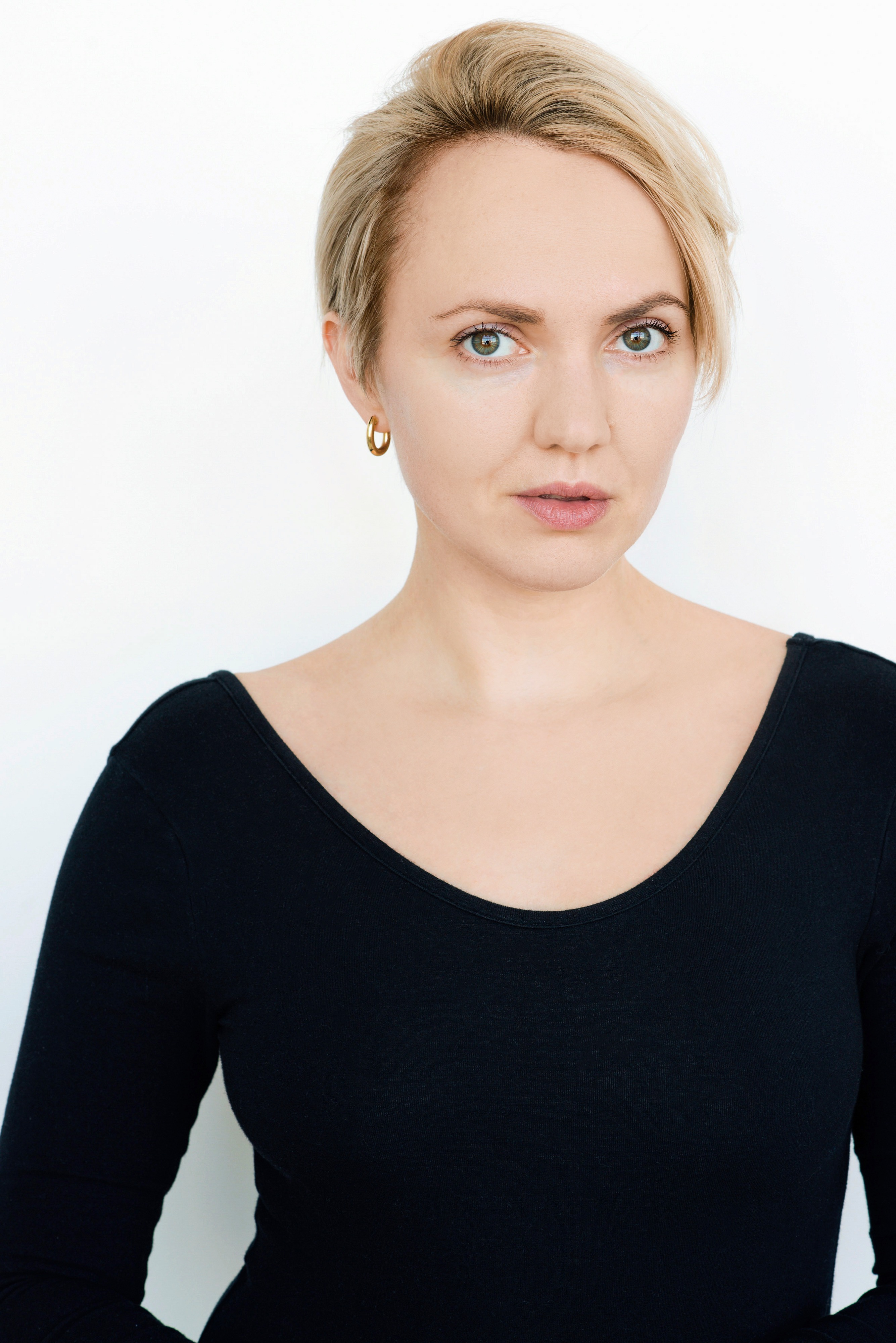
Irene Gorovaia (* 1989)

- Gorove, István (1819–1881), ungarischer Politiker, Jurist und Minister

### Gorow
- Gorowikow, Konstantin Wladimirowitsch (* 1977), russischer Eishockeyverteidiger